# Стримвуд (Илиноис)
Стримвуд (енгл. Streamwood) град је у америчкој савезној држави Илиноис.

## Демографија
По попису из 2010. године број становника је 39.858, што је 3.451 (9,5%) становника више него 2000. године.
| Група             | 2000.          | 2010.          |
| Белци             | 25.130 (69,0%) | 20.262 (50,8%) |
| Афроамериканци    | 1.398 (3,8%)   | 1.798 (4,5%)   |
| Азијати           | 3.145 (8,6%)   | 5.978 (15,0%)  |
| Хиспаноамериканци | 6.108 (16,8%)  | 11.238 (28,2%) |
| Укупно            | 36.407         | 39.858         |